# Isomorfismo de grupos
En teoría de grupos, se dice que dos grupos son isomorfos o isomórficos si existe un isomorfismo entre ellos, es decir, un homomorfismo de grupos biyectivo. Desde un punto de vista abstracto, los grupos isomorfos tienen la misma estructura y mismas propiedades y sólo se diferencian por los símbolos utilizados para denotar al conjunto subyacente, sus elementos y la operación.
El isomorfismo de grupos es una relación de equivalencia, y por tanto permite clasificar los grupos «salvo isomorfismo». Cuando dos grupos son isomorfos, se dice que pertenecen a la misma clase de isomorfía o que tienen el mismo tipo de isomorfismo.

## Definición
Una aplicación {\displaystyle \phi :G\longrightarrow {\bar {G}}} entre los grupos {\displaystyle (G,\cdot )} y {\displaystyle ({\bar {G}},*)} es un isomorfismo de grupos si se cumplen las dos condiciones siguientes:
1. {\displaystyle \phi } es un homomorfismo de grupos: para todo par de elementos {\displaystyle x,y\in G} se cumple que {\displaystyle \phi (x\cdot y)=\phi (x)*\phi (y)}.
2. {\displaystyle \phi } es una biyección: hace corresponder de manera biunívoca los elementos de {\displaystyle G} con los de {\displaystyle {\bar {G}}}.

En tal situación se dice que los grupos {\displaystyle G} y {\displaystyle {\bar {G}}} son isomorfos y se denota por {\displaystyle G\thickapprox {\bar {G}}}.

### Ejemplos
- El grupo multiplicativo de los reales positivos y el grupo aditivo de los reales son isomorfos bajo la aplicación exponencial: {\displaystyle f(x)=e^{x}}.
- El grupo diedral del triángulo D3 y el grupo de permutaciones de tres elementos S3 son isomorfos.
- El grupo de Klein V (de las simetrías de un rectángulo) es isomorfo al producto directo C2 × C2 .
- Dado un número primo p, todos los grupos de orden p son isomorfos entre sí.

## Equivalencia de grupos isomorfos
Los isomorfismos de grupos permiten describir una relación matemática, que se puede expresar como: «el grupo G es isomorfo al grupo H» si existe un isomorfismo {\displaystyle G\to H}. Esta relación es una relación de equivalencia:
- es reflexiva: Todo grupo G es isomorfo a sí mismo bajo la función identidad {\displaystyle id_{G}:G\to G:x\mapsto x}. Esta función es obviamente una biyección, y es un homomorfismo, pues

{\displaystyle id_{G}(x\cdot y)=x\cdot y=id_{G}(x)\cdot id_{G}(y)}.
- es simétrica: si G es isomorfo a H entonces H es isomorfo a G. Dado un isomorfismo {\displaystyle \phi :G\to H}, la aplicación inversa {\displaystyle \phi ^{-1}:H\to G} es también un isomorfismo.[3]

| Demostración |
| Dados y1, y2 {\displaystyle \in H} cualesquiera, existen x1, x2 {\displaystyle \in G} tales que {\displaystyle y_{1}=\phi (x_{1})}, {\displaystyle y_{2}=\phi (x_{2})} por ser {\displaystyle \phi } biyectiva. Por tanto {\displaystyle {\begin{aligned}\phi ^{-1}(y_{1}y_{2})&=\phi ^{-1}(\phi (x_{1})\phi (x_{2}))\\&=\phi ^{-1}(\phi (x_{1}x_{2}))\\&=x_{1}x_{2}\\&=\phi ^{-1}(y_{1})\phi ^{-1}(y_{2})\end{aligned}}} |

- es transitiva: si G es isomorfo a H y H es isomorfo a K entonces G es isomorfo a K. Sean {\displaystyle (G,\cdot ),\ (H,*)} y {\displaystyle (K,\times )} tres grupos, y sean {\displaystyle \phi :G\to H} y {\displaystyle \psi :H\to K} isomorfismos. Entonces la composición {\displaystyle \psi \circ \phi :G\to K} es también un isomorfismo.

| Demostración |
| Dados x, y {\displaystyle \in G} cualesquiera, entonces {\displaystyle {\begin{aligned}(\psi \circ \phi )(x\cdot y)&=\psi (\phi (x\cdot y))\\&=\psi (\phi (x)*\phi (y))\\&=\psi (\phi (x))\times \psi (\phi (y))\\&=(\psi \circ \phi )(x)\times (\psi \circ \phi )(y)\end{aligned}}} luego {\displaystyle \psi \circ \phi } es un homomorfismo. Como {\displaystyle \phi } y {\displaystyle \psi } son aplicaciones biyectivas entonces su composición es biyectiva. Por tanto {\displaystyle \psi \circ \phi } es un isomorfismo. |

## Teoremas de isomorfismo de grupos
Existen tres teoremas, formulados por Emmy Noether, que relacionan cocientes, subgrupos normales y homomorfismos, y que tienen análogos para la mayoría de estructuras algebraicas.
- El primer teorema es un caso particular del teorema fundamental de homomorfismos:

| Sea {\displaystyle f:G\longrightarrow G'} un homomorfismo de grupos, con núcleo {\displaystyle ker\ f=K\triangleleft G}. Entonces {\displaystyle G/K\thickapprox im\ f\leq G'}. |

- Segundo teorema:

| Si {\displaystyle N} y {\displaystyle H} son subgrupos de un grupo {\displaystyle G}, con {\displaystyle N} normal en {\displaystyle G}, entonces {\displaystyle NH} es un subgrupo de {\displaystyle G}, {\displaystyle N\cap H} es normal en {\displaystyle H} y {\displaystyle H/(N\cap H)\cong (NH)/N}. |

- Tercer teorema:

| Si {\displaystyle N} y {\displaystyle H} son subgrupos normales de un grupo {\displaystyle G}, con {\displaystyle N\subseteq H}, entonces {\displaystyle G/H\cong (G/N)/(H/N)}. |

## Grupos de automorfismos
En general, un homomorfismo es una función entre dos grupos distintos. Sin embargo, dado un grupo G es posible definir endomorfismos: funciones de la forma {\displaystyle \phi :G\to G} que son homomorfismos de G en sí mismo. No todos son biyectivos, pero cuando lo son decimos que {\displaystyle \phi } es un automorfismo.
El conjunto de automorfismos de un grupo G, junto con la operación de composición de funciones, tiene estructura de grupo, que se denomina grupo de automorfismos de G, y se denota Aut(G). Entre estos hay un subgrupo de particular importancia formado por los automorfismos interiores de G, que son aquellos definidos por la conjugación respecto de un elemento del grupo. Este subgrupo, que es normal, se denota por Inn(G). El cociente Aut(G)/Inn(G) se denomina grupo de automorfismos exteriores, y se denota por Out(G).